# Penis humà
|  | Aquest article tracta sobre penis humà. Vegeu-ne altres significats a «penis». |

El penis és un òrgan extern de l'aparell reproductor masculí, propi de tots els mamífers i altres animals, tant vertebrats com invertebrats que gaudeixen de fecundació interna.

## Anatomia del penis
Longitudinalment el penis es divideix en tres segments: l'arrel, el fust (també anomenat tronc o verga) i el gland (o cap del penis).
Rep el nom d'arrel la part interna del penis, és a dir, la que es troba a l'interior de l'abdomen i en permet la subjecció a la resta del cos: aquesta subjecció es fa amb el lligament dels dos cossos cavernosos a l'os pubis per mitjà dels músculs isquiocavernosos i bulbocavernosos que envolten els esmentats cossos cavernosos. Va des de la símfisi del pubis fins a l'inici de la part externa.
Anomenem fust (o tronc) la porció cilíndrica de la part externa del penis, que sempre és coberta de pell, també en estat d'erecció.
El gland és la porció final del penis, de forma cònica, aplatada cap a avall, i d'un diàmetre a la base una mica superior al del fust (2 o 3 mil·límetres). Aquesta base més ampla s'anomena corona del gland.
La pell que cobreix el gland quan el penis és flàccid s'anomena prepuci i té una obertura a l'extrem que -en aquest estat- permet la sortida de l'orina en la micció. Aquesta obertura -anomenada esfínter prepucial- constitueix un esfínter perquè és dilatable per tal de permetre -quan s'esdevé l'erecció i el gland s'engrandeix (com la resta del penis)- que el prepuci s'enretiri i el gland resti descobert de pell (tot i que sempre és possible estirar-la endavant i tapar el gland, parcialment o del tot).
Per tal d'evitar que -quan s'esdevé l'erecció- el prepuci reculi més del compte, a la cara inferior o ventral del penis (però que queda a la part de dalt en un home ajagut de panxa enlaire amb el penis en erecció), i just per darrere de la corona, hi ha el fre del prepuci: és un plec de pell en forma de brida (semblant al que tenim sota la llengua) que uneix la pell amb el gland.
Val a dir que als homes que han estat circumcidats --tant sigui per motius religiosos com perquè patien fimosi-- el prepuci no hi és present.
A l'extrem o vèrtex del gland hi ha el meat urinari, una obertura amb tancament vertical que és el final de la uretra per on s'aboquen l'orina i l'esperma a l'exterior.
La uretra és un conducte procedent de la pròstata i la bufeta de l'orina que recorre tota la llargària del penis envoltada del cos esponjós, una estructura de forma cilíndrica situada al llarg de la cara inferior o ventral del fust i que s'eixampla per formar el gland a part final del penis.

Per damunt del cos esponjós, tot al llarg de la part superior de l'òrgan, hi ha els dos cossos cavernosos, també cilíndrics (però amb un diàmetre molt superior al del cos esponjós), situats costat per costat (com els dos canons d'una escopeta) i separats per l'envà pectiniforme. 

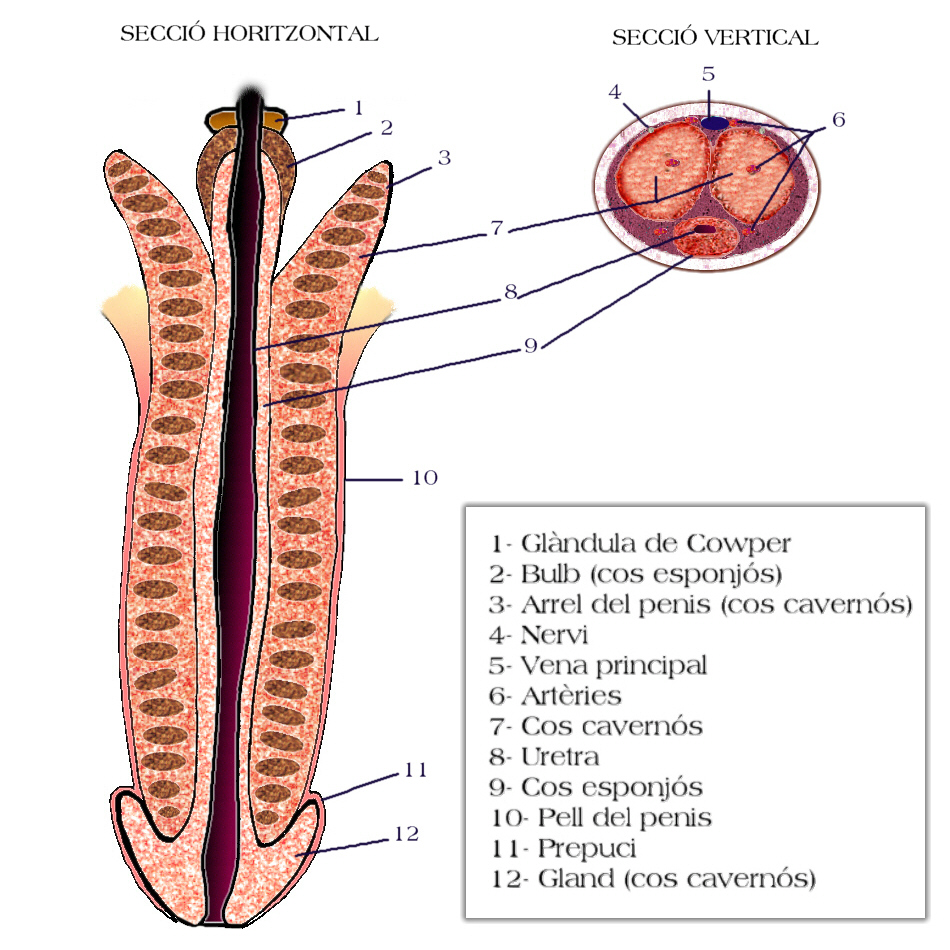
Gràfic de la secció horitzontal i vertical del penis humà.

Esquema de les seccions horitzontal i vertical d'un penis humà: les zones més fosques, dins dels cossos cavernosos, corresponen als espais que s'omplen de sang durant l'erecció.
La unió dels dos cossos cavernosos forma un solc longitudinal a la cara superior o dorsal del penis; és visible externament, però és molt poc profund. L'ocupa el paquet vàsculo-nerviós dorsal.
Situació dels òrgans més externs de l'aparell reproductor masculí: 1. Testicles. 2. Epidídims. 3. Cossos cavernosos del penis. 4. Prepuci arronsat després d'enretirar-se i deixar el gland al descobert. 5. Fre del prepuci. 6. Meat urinari. 7. Gland. 8. Cos esponjós que s'eixampla formant el gland. 9. Fust del penis. 10. Escrot
Aquests tres elements -el cos esponjós i els dos cossos cavernosos-, envoltats de pell (derma i epidermis), constitueixen el fust del penis. Estan formats pel teixit erèctil que fa possible l'erecció. Aquest teixit és esponjós i el formen nombroses trabècules de distribució irregular, amb escàs teixit conjuntiu i una gran abundància de fibres musculars llises, que limiten nombrosos espais lacunars, revestits interiorment per endoteli vascular amb gran quantitat de terminacions nervioses i vasos sanguinis (venes, artèries i vasos limfàtics). L'erecció es produeix en omplir-se de sang els espais buits que hi ha entre les trabècules d'aquest teixit esponjós. Aquesta sang restarà parcialment retinguda mentre duri l'erecció.
De fora cap a endins, el fust està format per la pell, sota la qual hi ha una primera capa, anomenada fàscia de Colles, composta de teixit connectiu i algunes fibres musculars llises, lligades a la zona profunda de la pell. Sota mateix de la fàscia de Colles, hi ha una segona capa, més resistent que l'anterior, que rep el nom de fàscia profunda o de Buck. Aquesta capa envolta tots dos cossos cavernosos i el cos esponjós, tots tres alhora (però sense cobrir el gland). Finalment, sota de tot, hi trobem la túnica albugínia, que és una beina fibrosa que envolta només els dos cossos cavernosos.

## Sistema vascular venós del penis

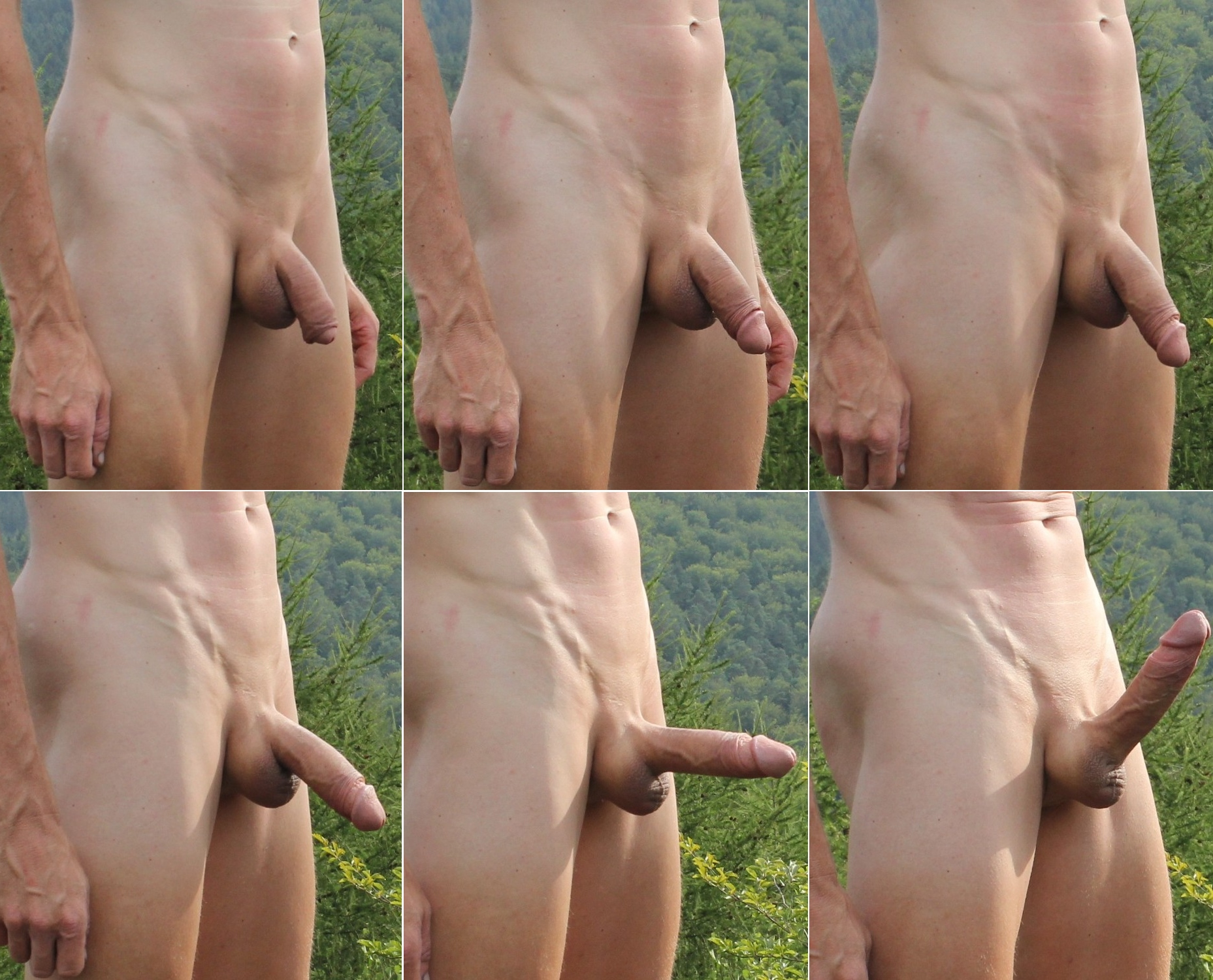
Etapes d'una erecció.

El penis presenta tres sistemes de drenatge venós: el sistema superficial, el sistema intermedi i el sistema profund.
El sistema superficial no és funcional (no intervé en l'erecció) i el constitueixen venes que discorren entre totes dues fàscies (de Colles i de Buck) i que desemboquen en la vena dorsal superficial, la qual -a la vegada- drena en la vena safena major esquerra (en alguns hòmens, en la dreta).
El sistema intermedi el constitueixen venes profundes amb relació a la fàscia de Buck, però que són superficials amb relació a l'albugínia. Del gland n'emergeixen de 6 a 15 venes que constitueixen el plexe retrocoronal. La confluència d'aquestes venes origina la vena dorsal profunda, que rep drenatge lateral per una sèrie de venes que reben el nom de venes circumflexes, provinents del cos esponjós de la uretra i que alhora reben en el seu trajecte una sèrie de venes procedents del cos cavernós, anomenades emissàries, que travessen la túnica albugínia. Aquestes darreres són les que drenen els espais lacunars, i són, per tant, funcionals (intervenen en l'erecció). La sang de la vena dorsal profunda fa cap al plexe de Santorini, que és tributari del plexe periprostàtic i de les venes hipogàstriques.
El sistema profund el constitueixen una sèrie de venes que drenen els cossos cavernosos i el cos esponjós a través de les venes profundes del cos cavernós que desemboquen a les venes pudendes internes.

## Capacitat erògena
El penis també és la zona erògena per excel·lència del cos masculí: el gland n'és la part més sensible, tant en la punta i el cos com en la corona i el fre. És així perquè el gland té moltíssimes terminacions nervioses que es poden estimular per mitjà de tocs suaus o pressions més intenses, o cobrint-lo i descobrint-lo amb la pell del prepuci. El fust també és molt sensible, tot i que no ho és tant com el gland.

## Dimensions
El penis arriba a les mides adultes a 16 o 17 anys. Les mides del penis en estat flàccid d'un home adult oscil·len -en general- entre 7 i 10 centímetres de llargada i entre 7 i 9 cm de circumferència. Cal dir, però, que el penis flàccid és força dificultós d'amidar, puix que la mida varia segons la circulació de la sang, segons l'estat d'ànim de l'individu (en molts moments el penis es troba en un estat de semierecció) i també segons la temperatura ambiental (s'escurça amb el fred).
Les mides mitjanes del penis d'un home adult en estat d'erecció són de prop de 15 cm de llarg i vora 12 cm de circumferència. Aquestes mesures són les que hom considera normals, segon les dades estadístiques, emperò hi ha una gran variabilitat -que cal considerar normal, exceptat en casos extrems- entre les mides d'un home i les d'un altre. És molt habitual una desviació de fins a 3 cm, de més o de menys, tant en la llargada com en la circumferència. Això vol dir que hi ha penis normals amb una llargada de 12 cm fins a 18 i amb una circumferència d'entre 9 cm i 15 en la zona més ampla, la més prop de l'abdomen).
Pel que fa als nens, el penis assoleix la meitat de les mides d'un home adult cap a 10 o 11 anys i, pel que fa als trets segons els fenotipus, les mides són menors en els orientals (fins a un parell de centímetres menys que la mitjana, tant en llargària com en circumferència), intermediàries en els hòmens de pell blanca i més grossos en els de pell negra (fins a un parell de centímetres més que la mitjana).
Cal aclarir que hom mesura les llargades partint del naixement del penis, a tocar de l'os pubis, fins a l'extrem del gland.

## Implicacions psicològiques de la grandària del penis
El complex de penis petit afecta (i ha afectat) molts homes de totes les èpoques i de totes les cultures i condicions. És una circumstància, doncs, que no es pot menystenir, puix que a força homes els provoca una gran càrrega d'angoixa i de baixa autoestima. De fet, hi ha molts homes que es pensen (erròniament) que hi ha una proporcionalitat entre, d'una banda, les mides del penis i, de l'altra, la virilitat, la potència sexual i el plaer que un home pot obtenir i pot fornir. Cal dir que aqueixa ansietat és, molt sovint, inconscient.
És per això que, a certs homes —i dones—, els preocupa molt la grandària del penis. Tanmateix, els sexòlegs consideren que un penis en erecció de més de 6 cm de llargada ja és funcionalment apte per al coit. Hom denomina micropenis aquells que tenen una llargada en erecció de 6 cm o menys, però aquests casos són molt rars. Solen implicar dificultats per al coit: per aquest motiu -sota criteri mèdic- hom pot recomanar un tractament de cirurgia d'allargament, que no deixa de tenir riscos. Sigui com sigui, qualsevol home ha de tenir present que, llevat de casos excepcionals, amb les mides del seu penis pot oferir satisfacció sexual plena a la parella, abans, durant i després de la relació sexual. L'important no són les mesures del penis, sinó com se'l faci servir, és a dir, emprant recursos eròtics adequats. A més a més, l'elasticitat de la vagina permet que un penis de qualsevol grandària s'hi pugui acomodar: la zona més profunda de la vagina es dilata fins al punt que hom perd el contacte amb el penis durant l'orgasme.
És fonamental l'acceptació del cos com una part de nosaltres. No existeix cap penis (ni cap vulva) igual a un altre: tots tenen diferències i particularitats. Hom fa idealitzacions, derivades de la cultura tradicional, que a vegades no quadren amb la realitat del nostre cos. Per això convé que ens sapiguem acceptar tal com som.
És molt cert que hi ha homes i dones que se senten més interessades en un penis relativament gros. Però això es deu només a motius psicològics, ja que en determinats aspectes, l'estimulació eròtica és subjectiva i no pas objectiva, i es fonamenta en estereotips preconcebuts, basats en prejudicis culturals.
Per això també hi ha persones que prefereixen un penis no tan gros, perquè també els agraden altres pràctiques sexuals, com el sexe anal o l'oral, especialment aquesta segona. I és obvi que per a aquestes pràctiques, el maneig d'un penis de dimensions més reduïdes és molt més agradable per a l'home o la dona.

## Denominacions populars
Pel simple fet de pertànyer al camp semàntic de la sexualitat, el concepte de 'penis' té una multitud de connotacions extralingüístiques. Això explica el gran nombre de denominacions populars.
En català, popularment, el penis rep denominacions com brunitó, canut, carall, cigala, cos (mall.), cuca, fava (mall. val.), gorrió (mall.), melindro, ninot, ocellet, pal, pardal, perdiu, piu, piula, quirra, pilila (infant.), pipí (alg.), pipiütxo (alg. infant.), pitola, pitx (alg.), pixa, pixorro, piva (men.), rave, sexe (mall.), tita, titola, verga, vit, xerric, xil·la, xitxí (alg.), xitxirinel·lo (alg. infant.) o virot, entre d'altres. Al País Valencià, la part del gland s'anomena cabota, i en altres àrees capoll.
També hi ha expressions populars referides a l'erecció, com armar o estar armat, empalmar, estar o tenir-lo/-la empalmat/-ada, empinar(-se) -'l -la o tenir-lo -la empinat -ada, estar ert -a o tenir-lo -la ert -a, anar fort, tendre arrecto lo pitx (o lo pardal) (alg.), trempar o tenir trempera, entre altres expressions.